# Gyulai Ferenc (szakíró)
Dr. Gyulai Ferenc (Schönbrunn Ferenc) (Sepsiszentgyörgy, 1905. április 2. – Budapest, 1964. augusztus 31.) fényképész, szakíró, tanár.

## Életpályája
Szülei: Gyulai (Schönbrunn) Ferenc, id. fényképész és Bogdán Blanka (1885-1977) voltak. 1923-ban érettségizett a budapesti I. kerületi állami főgimnáziumban. A Pázmány Péter Tudományegyetemen jogi tanulmányokat folytatott. Fényképészeti tanulmányait a müncheni fotoakadémián végezte el 1927-ben; ezután átvette édesapja műtermét. 1927–1929 között a budapesti székesfővárosi iparrajziskola sokszorosító műhelyében a fényképészet rendes tanára volt. 1929–1936 között, valamint 1945 után fényképészeti műtermének vezetőjeként dolgozott. Az 1920-as évek végén az Iparművészeti Főiskola fotoszakelőadója volt. 1931–1944 között a Fotoélet című folyóirat tulajdonosa, főszerkesztője, s állandó munkatársa volt. 1931-től a csendőrtiszti tanfolyamon a bűnügyi fényképészet előadója volt. 1936–1938 között az Amatőr Filmélet szerkesztője volt. 1936–1944 között a budapesti Műegyetem fotolektora volt. 1937–1938 között a Fotó Vásár és a Szakfényképész szerkesztőjeként tevékenykedett. 1939-ben a Magyar Fotókereskedő című lapot szerkesztette.
Számos szakkönyvet és cikket írt. Temetése a Farkasréti temetőben volt (42-1-33).

## Művei
- Színes mozgóképek (Természettudományi Közlöny, 1930)
- Gyakorlati fényképészet. Szakfényképészek, szakiskolák, kezdő és haladó amatőrök számára (A Fotóélet Kis Könyvtára. 1. Budapest, 1931)
- A pozitív eljárás (Budapest, 1935)
- A fototechnika újabb segédeszközei (Búvár, 1936)
- Művészi aktfotó. 35 képpel és 67 rajzzal. A műnyomó papírra nyomtatott művészi aktfényképeket és a szövegközti ábrákat a szerző készítette. A borító Kaszap Margit munkája. (A Fotóélet Nagy Könyvtára. 3. Budapest, 1936)
- Amit a keskenyfilmezőnek jó tudni (Budapest, 1936)
- Színszűrő és negatívanyag (A Fotóélet Zsebkönyvtára. 4. Budapest, 1936)
- Éjszakai fényképezés (A Fotóélet Zsebkönyvtára. 5. Budapest, 1937)
- Téli fotó (A Fotóélet Kis Könyvtára. 1. 1–2. kiadás; Budapest, 1939)
- Fotó abc (A Fotóélet Kis Könyvtára. 3. Budapest, 1939)
- Műfényfotó (A Fotóélet Kis Könyvtára. 2. Budapest, 1939–1940)
- Nyári fotó (A Fotóélet Kis Könyvtára. 4. Budapest, 1940)
- Tájkép fotó (A Fotóélet Kis Könyvtára. 5. Budapest, 1940)
- Fotónagyítás (A Fotóélet Kis Könyvtára. 7. Budapest, 1941)
- Az Országos Fotóhét és a Fotóélet kolozsvári jubiláris kiállításának ismertetője. 1941. április 13–20 (szerkesztő; Budapest, 1941)
- Kisképfotó (A Fotóélet Kis Könyvtára. 8. Budapest, 1942)
- A magyar fotókereskedő könyve (szerkesztő; Budapest, 1942)
- Az aktfényképezés művészete (Budapest, 1943)
- A színes fényképezés gyakorlata. 24 ábrával, 8 színes fotóval (A Fotóélet Nagy Könyvtára. 4. Budapest, 1943)
- A fényképezés kézikönyve. Fotóriport. (A Fotóélet Nagy Könyvtára. 5. Budapest, 1943)
- A fényképezés ABC-je (A Fotóélet Kis Könyvtára. 9. Budapest, 1943)
- Aktfényképezés. 30 táblával. A címlapot Németh József tervezte. (A Fotóélet Nagy Könyvtára. 6. Budapest, 1944)
- A fényképezés ábécéje (illusztrálta: Korcsmáros Pál; Budapest, 1958; 1965)
- Fényképészmester könyve. Szerkesztette 4 színes táblával, 276 szövegközti ábrával (Budapest, 1962)
- Fotoiskola (illusztrálta: Korcsmáros Pál; Budapest, 1962; 1965)